# Gathynia auratiplaga
Gathynia auratiplaga är en fjärilsart som beskrevs av W. Warren 1901. Gathynia auratiplaga ingår i släktet Gathynia och familjen Uraniidae. Inga underarter finns listade i Catalogue of Life.